# Baron Acton
 (décembre 2015).
Si vous disposez d'ouvrages ou d'articles de référence ou si vous connaissez des sites web de qualité traitant du thème abordé ici, merci de compléter l'article en donnant les références utiles à sa vérifiabilité et en les liant à la section « Notes et références ».
Baron Acton, d'Aldenham dans le comté de Shropshire, est un titre dans la pairie du Royaume-Uni. Il a été créé le 11 décembre 1869 pour l'historien et député libéral Sir John Dalberg-Acton, 8e baronnet.
Son fils, le deuxième baron, était un diplomate britannique. En 1919, il a ajouté à son nom de famille le nom de son beau-père Lyon par licence royale. Son fils, le troisième baron, a vendu la maison familiale en 1947 et la famille s'est installée en Rhodésie. Le quatrième baron, qui a succédé à son père en 1989, a perdu son siège à la Chambre des lords après l'adoption de la House of Lords Act 1999. Toutefois, le 17 avril 2000, il a été créé un pair à vie comme baron Acton de Bridgnorth, d'Aldenham dans le comté de Shropshire. Par conséquent, Lord Acton a été en mesure de retourner à la Chambre des lords où il était assis sur les bancs du Labour. Dès 2014 les titres sont détenus par son fils, le cinquième baron, qui a succédé en 2010.
Le baronnet Acton, d'Aldenham dans le comté de Shropshire, a été créé dans le Baronetage de l'Angleterre le 17 janvier 1644 pour Edward Acton. Il a représenté Bridgnorth à la fois dans le Court Parlement et le Long Parlement. Il était un partisan de Charles I pendant la guerre civile. Son fils, le deuxième baronnet, son petit-fils, le troisième baronnet, et son arrière petit-fils, le quatrième baronnet, siégent tous en tant que membres du Parlement pour Bridgnorth. Le cinquième baronnet meurt sans fils héritier. 
John Acton, un cousin au second degré du 5e baronnet Acton, hérite alors du titre et devient le sixième baronnet. Il est le fils du docteur Edward Acton, installé à Besançon en France comme un médecin. Son arrière-grand-père, Walter, est le second fils de Sir Walter Acton, deuxième baronnet. Il a servi comme Premier ministre du royaume de Naples. John Acton a épousé sa nièce Mary Anne Acton. Leur second fils Charles Januarius Acton, connu comme le cardinal Acton, était un ecclésiastique de premier plan dans l'Église catholique. Il a été remplacé dans la baronnie par son fils aîné, le septième baronnet. En 1832, ce dernier épousa Marie Louise Pelline von Dalberg, enfant unique et héritière de Emmerich Joseph de Dalberg, duc de Dalberg, un membre d'une vieille famille aristocratique allemande. En 1833, il a ajouté par licence royale le nom de famille de Dalberg-Acton. Il a été remplacé par son fils, le huitième baronnet, qui, en 1869 a été élevé à la pairie du Royaume-Uni comme baron Acton.
Les barons Acton sont aussi les héritiers du marquisat de Groppoli.
Le siège de la famille était Aldenham Park, près de Bridgnorth, Shropshire, qui a été vendue en 1947.

## Blason
Les armes de la famille Acton ont évolué dans le temps. 

Acton, jusqu'en 1833
Dalberg-Acton, de 1833 à 1919
Lyon-Dalberg-Acton à partir de 1919
Cardinal Acton

## Baronnets Acton of Aldenham (1644)
- Sir Edward Acton, 1er baronnet (1600–1659)
- Sir Walter Acton, 2e baronnet (1623–1665)
- Sir Edward Acton, 3e baronnet (c. 1650–1716)
- Sir Whitmore Acton, 4e baronnet (1678–1732)
- Sir Richard Acton, 5e baronnet (1712–1791)
- Sir John Acton, 6e baronnet (1736–1811)
- Sir Ferdinand Dalberg-Acton, 7e baronnet (1801–1837)
- Sir John Dalberg-Acton, 8e baronnet (1834–1902) (création de baron Acton en 1869)

## Barons Acton (1869)
- Sir John Dalberg-Acton, 1er baron Acton (1834–1902)
- Sir Richard Maximilian Lyon-Dalberg-Acton, 2e baron Acton (1870–1924)
- Sir John Lyon-Dalberg-Acton, 3e baron Acton (1907–1989)
- Sir Richard Lyon-Dalberg-Acton, 4e baron Acton (1941–2010)
- Sir John Lyon-Dalberg-Acton, 5e baron Acton (en) (1966-)